# XFOIL
XFOIL — це вільне програмне забезпечення для інтерактивного проєктування та аналізу дозвукових ізольованих аеродинамічних профілів. Враховуючи координати, що визначають форму 2D профілю, числа Маха та Рейнольдса, XFOIL може обрахувати розподіл тиску вздовж профілю та характеристики підйомної сили й опору. Програма також допускає зворотне проєктування — вона буде варіювати форму профілю для досягнення бажаних аеродинамічних параметрів. Код програми написано на мові FORTRAN та випущено під ліцензією GNU GPL.
XFOIL вперше був розроблений Марком Дрелою з Массачусетського технологічного інституту як інструмент проектування для проекту MIT Daedalus в 1980-х роках. Він був удосконалений у співпраці з Гарольдом Янгреном (Harold Youngren). 
Поточна версія 6.99, випущена в грудні 2013 року. Незважаючи на свою старовинність, програма все ще широко використовується у проєктуванні малих повітряних суден, зокрема в домашніх умовах.

## Подібне програмне забезпечення
- Xfoil для matlab — це порт оригінального коду XFOIL до MATLAB.[4]
- mfoil — це сценарій MATLAB, який використовує майже ті самі фізичні моделі, що й XFOIL, але він не базується на XFOIL. Він також доступний як сценарій Python.[5]
- JavaFoil — це незалежне програмне забезпечення для аналізу аеродинамічного профілю, написане мовою Java.[6]
- XFLR5 — це інструмент моделювання та аналізу аеродинамічних профілів, крил і літаків, що працюють при низьких числах Рейнольдса, у якому реалізовано можливості прямого та зворотного аналізу XFOIL. XFLR5 частково розробляється на основі коду XFOIL.[7]
- QBlade — програма для проєктування вітрових турбін, в якій використовується реалізація XFOIL через XFLR5.
- OpenVSP — це параметрична геометрія літака та інструмент аеродинамічного аналізу, який підтримується NASA.